# Gheorghe Zarnea
Gheorghe Zarnea (n. 22 septembrie 1920, București – d. 16 iunie 2012) a fost un microbiolog român, membru titular (din 1994) al Academiei Române. Este considerat ca fondatorul învățământului de microbiologie generală în facultățile de biologie și chimie din România.
A urmat Facultatea de Medicină din București, obținând, în 1945, titlul de doctor în medicină și, în 1970, titlul de doctor docent. Profesor la Facultatea de Biologie a Universității din București. În perioada 1943-1971 a adus contribuții valoroase în domeniul biologiei, imunologiei și epidemiologiei rickettsiilor și rickettsiozelor (structura antigenică și variația de fază la Coxiella burnetti), patogenitate și patogenie; structura antigenică și biologia bacteriei Rickettsia prowazekii; serodiagnosticul cu produse biologice specifice standardizate; coordonarea studiului complex microbiologic, imunologic și epidemiologic care a dus la eradicarea infecțiilor cu R. prowazekii în România etc. După anul 1970, Gh. Zarnea și-a consacrat activitatea științifică exclusiv pe probleme de biologie și aplicațiile unor microorganisme utile pentru sol - biologia unor microorganisme utile: microorganisme fixatoare de azot, biologia unor microorganisme producătoare de enzime cu importanță biotehnologică sau producătoare de gaze combustibile (metan, hidrogen); inginerie genetică bacteriană vizând reprogramarea genetică a unor bacterii cu importanță economică, biologia microorganismelor extremofile (halofile), metabolismul energetic la procariote, celule de biocombustie microbiană. În 1972 și 1981 a fost decan la Facultatea de Biologie a Universității București. În 1956-1971 a fost șef de secție la Institutul de Microbiologie "Dr. I Cantacuzino". Între anii 1973-1985 a fost director general al Institutului de Biologie al Academiei Române, după care a fost director onorific până în 1998. A fost membru al Societății Franceze de Microbiologie și a fost distins cu mai multe premii și medalii, printre care se numără premiul "Emanoil Teodorescu" al Academiei Române (în 1980 și 1983) și Ordinul național "Steaua României" în grad de ofițer. Printre lucrările publicate se remarcă: Microbiologie generală, 1970; Bioingineria preparatelor enzimatice microbiene, 1980, în colaborare; Tratat de microbiologie generală, 5 vol., 1980–1994; Imunologie, 1995; Virusologie generală, 1997;  Dicționar de microbiologie generală și biologie moleculară, 2011, în colaborare.

## Distincții
- Ordinul „Meritul Științific” clasa a II-a (21 august 1979) „pentru contribuția deosebită adusă la înfăptuirea politicii Partidului Comunist Român de făurire a societății socialiste multilateral dezvoltate în patria noastră, cu prilejul celei de-a 35-a aniversări a revoluției de eliberare socială și națională, antifascistă și antiimperialistă”[4]

## Vezi și
- Lista membrilor Academiei Române